# Winston Graham
Winston Mawdsley Graham, född 30 juni 1910 i Manchester, död 10 juli 2003 i Buxted i East Sussex, var en brittisk författare.
Graham är mest känd för den historiska familjesagan om familjen Poldark.